# Socialbostäder
Socialbostäder (eller socialbostad) är ett nedsättande bostadspolitiskt begrepp, som avser områden med billiga bostäder som övervägande utnyttjas av personer som på grund av särskilda behov eller problem har svårt att få en bostad på annat sätt, och som i regel ägs och förvaltas av allmännyttiga bostadsföretag.
Begreppet används ofta i samband med diskussioner kring de allmännyttiga bostadsföretagen, då vissa ser problem med segregation om dessa renodlas till förvaltare av främst eller enbart socialbostäder. Bland de svenska motståndarna märks exempelvis Hyresgästföreningens tidigare ordförande Barbro Engman, SABO:s förre VD Bengt Owe Birgersson och framlidne nationalekonomen Bengt Turner. Andra menar att kommunernas företag bör fokusera på att erbjuda de typer av bostäder som inte kan erbjudas av privata företag.